# Estación de Fuentes de Ebro
Fuentes de Ebro es una estación ferroviaria situada en el municipio español de Fuentes de Ebro, en la provincia de Zaragoza, Aragón. Dispone de servicios de Media Distancia atendidos por Renfe.

## Situación ferroviaria
La estación se encuentra en el punto kilométrico 369 de la línea férrea de ancho ibérico que une Miraflores con Tarragona, entre las estaciones de El Burgo de Ebro y de Pina, a 168 metros de altitud. El tramo es de vía única y está electrificado.

## Historia
La estación fue puesta en servicio el 15 de junio de 1874 con la apertura del tramo Zaragoza - Fuentes de Ebro de la línea férrea que unía Zaragoza con Val de Zafán por parte de una pequeña compañía fundada en 1869 que respondía al nombre de Ferrocarril de Zaragoza a Escatrón y Val de Zafan a las Minas de la cuenca minera de Gargallo-Utrillas. En 1881 la línea que también era conocida como el Ferrocarril del Mediterráneo fue adquirida por la compañía de los Directos de Barcelona a Zaragoza la cual fue absorbida por MZA en 1894 con el propósito de conectar en Zaragoza su línea desde Barcelona por Tarragona con la que venía de Madrid. Esta última gestionó la estación hasta que en 1941, la nacionalización del ferrocarril en España supuso la integración de MZA en la recién creada RENFE.
Desde el 31 de diciembre de 2004 Renfe Operadora explota la línea mientras que Adif es la titular de las instalaciones ferroviarias.
La estación careció de servicios de pasajeros durante 8 meses, desde el 17 de marzo de 2020, volviendo a recuperar el servicio el 10 de enero de 2021.

## La estación
El edificio para viajeros, cerrado al público, es una estructura de planta rectangular, de dos alturas y disposición lateral a las vías. Cuenta con dos andenes, uno lateral con acceso a la via 2 (derivada) y un estrecho central, con acceso a la via 2 y via 1 (principal). Hay dos vías derivadas más sin acceso a andén. Tiene habilitada una zona de aparcamiento.

## Servicios ferroviarios

### Media Distancia
Renfe Operadora presta servicios de Media Distancia gracias a sus trenes Regionales en el siguiente trayecto: 
| Línea MD | Trenes   | Origen/Destino    |  | Destino/Origen |
| -------- | -------- | ----------------- |  | -------------- |
| 34       | Regional | Zaragoza-Delicias |  | Mora la Nueva  |